# 檢察官
檢察官（英語：Prosecutor），又名公訴人、檢控官、控方律師，為負責代表國家追查、起訴犯罪的官員。無論在歐陸法系或英美法系，檢察官均是進行刑事追訴的主導者，在一些法制中，檢察官也是公眾利益、國家利益的代表人。

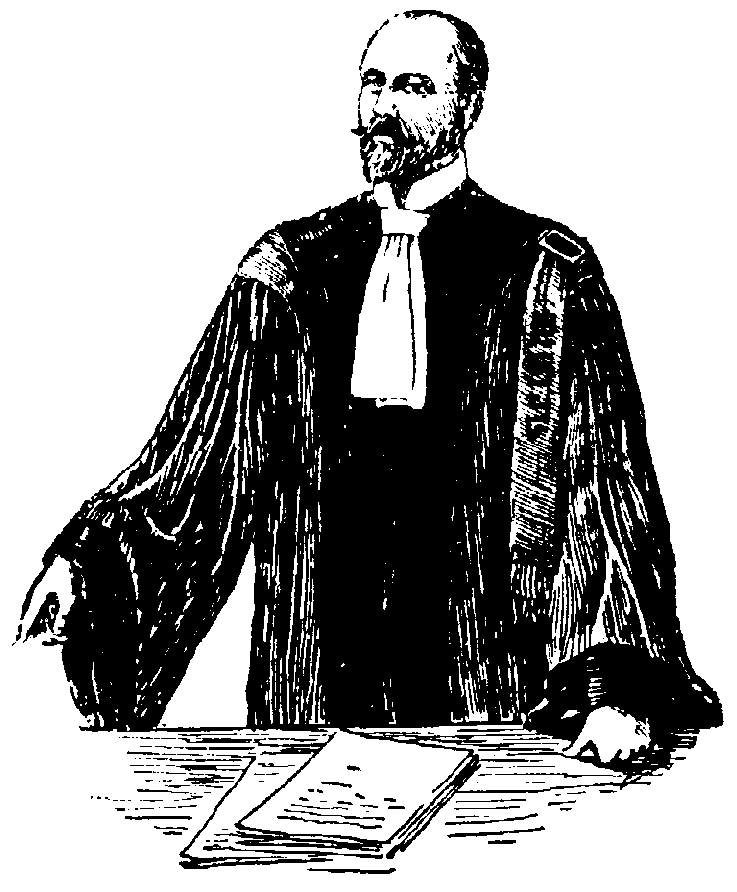
檢察官

## 源起
檢察官制可追溯於法國中古時期，封建貴族的家臣procureur，直到法國大革命后，刑事訴訟制度于1795年彻底改制，具有現代雛型的檢察官制度才相應而生。1808年，拿破崙制定《拿破崙刑法典》（Code d'Instruction Criminelle）將檢察官制度定型。

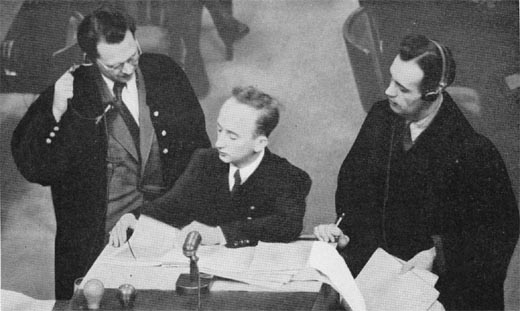
紐倫堡審判的檢察官

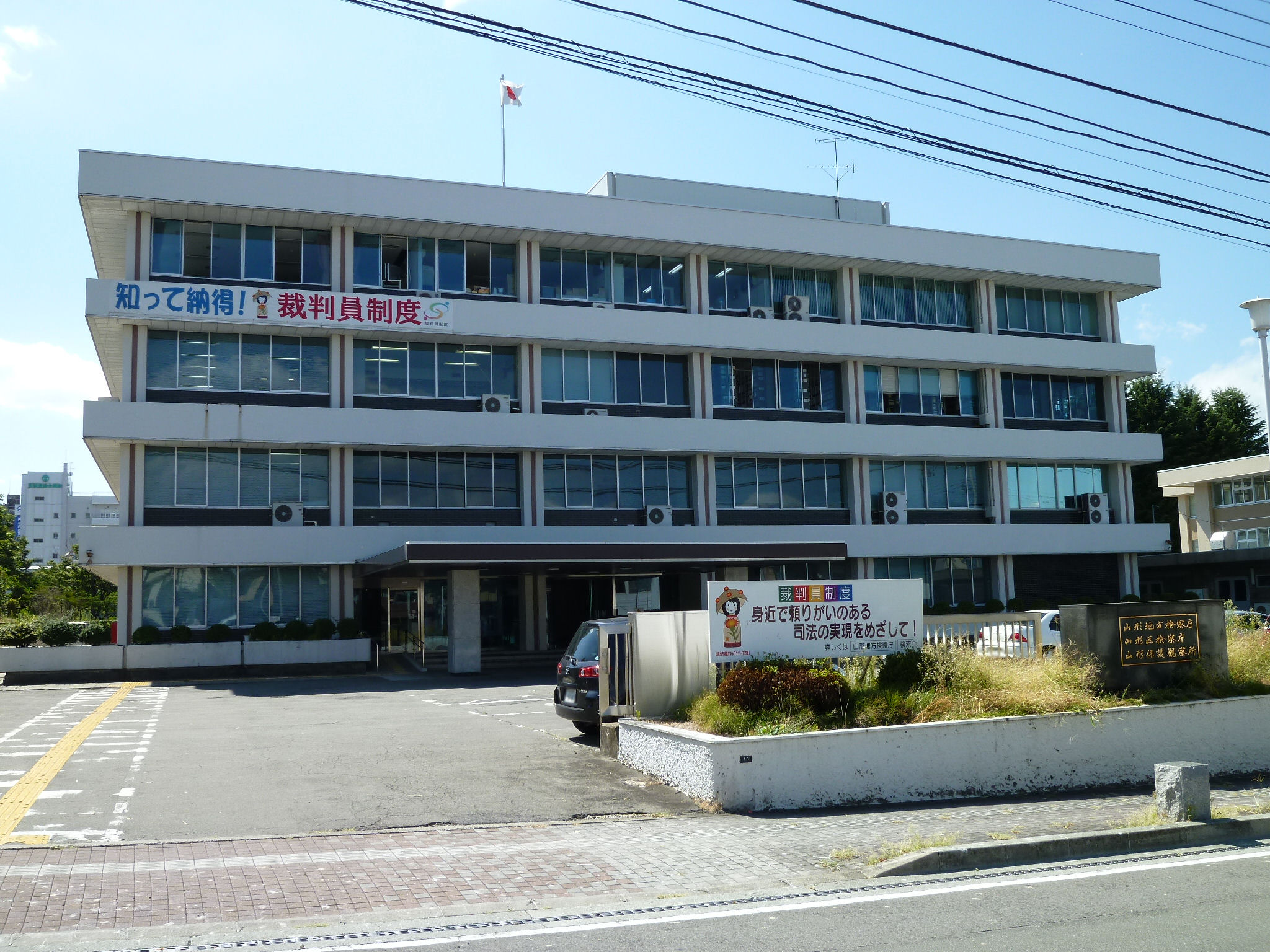
日本山形區檢察廳

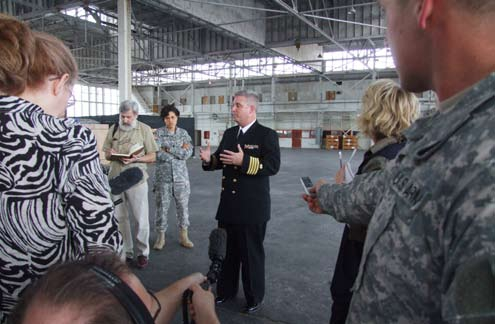
美國Q126030221

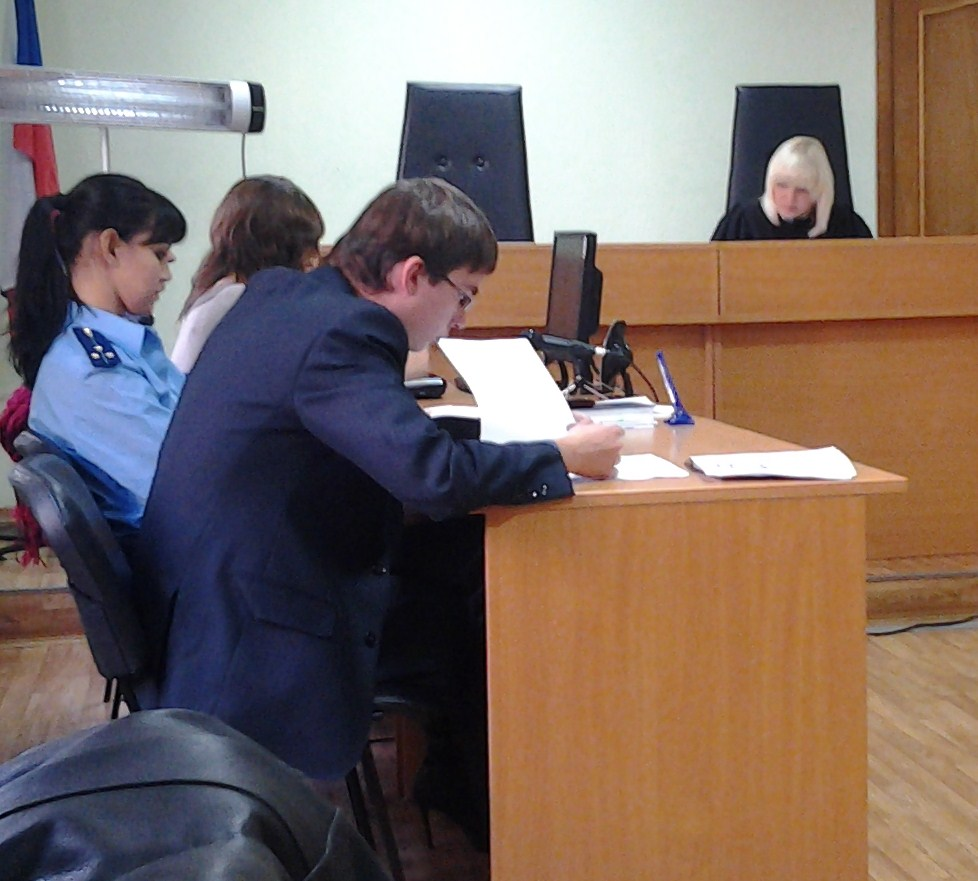
俄羅斯的法庭檢察席

隨著拿破崙的東征西討，雖然最終兵敗滑鐵盧，檢察官制度卻在歐洲各國生根。德意志諸邦在19世紀初葉亦漸次採行法國檢察官制度，在1848年革命風潮後幾已成各邦共行之法制，隨後普法戰爭法國大敗，本學習法國法制的日本轉而學習德意志帝國的檢察官制度，中國清朝透過日本學習歐陸法制，亦採德意志立法例，制定法院編制法，引入檢察官制的先聲。中華民國於1935年施行新制法院組織法及刑事訴訟法，正式採行檢察官制度。

## 各地檢察制度

### 中華民國
中華民國的檢察官是隸屬於法務部之公務人員，以最高檢察署為中央主管機關，負責代表國家依法追訴處罰犯罪，並應依法維護社會秩序與公共利益。檢察官在法庭上應穿黑色法袍鑲紫邊。
檢察官的任用，依照中華民國《司法人員人事條例》第9條規定：「
（第1項）地方法院或其分院法官、地方檢察署及其檢察分署檢察官，應就具有下列資格之一者任用之：一、經司法官考試及格者。二、曾任推事、法官、檢察官經銓敘合格者。三、經律師考試及格，並執行律師職務三年以上，成績優良，具有轉任薦任職任用資格者。四、曾在公立或經立案之私立大學、獨立學院法律學系或法律研究所畢業，而在公立或經立案之私立大學、獨立學院任教授或副教授三年或助理教授五年，講授主要法律科目二年以上，有法律專門著作，經司法院或法務部審查合格，並經律師考試及格或具有薦任職任用資格者。
（第2項）依前項第三款規定遴任者，執行律師職務六年、十年、十四年以上者，得分別轉任薦任第七職等、第八職等、第九職等候補或試署法官、檢察官。」
當中以第1項第1款的「經司法官考試及格者」為大宗。而司法官考試，現在則是由考試院下轄之考選部每年舉行一次。該考試分為三試。第一試為測驗題，第二試為申論題或時例題，第三試則為口試。檢察官亦得由公設辯護人、律師、法學教授及檢察事務官等依法申請轉任。
《刑事訴訟法》第3條規定：「本法所稱當事人，謂檢察官、自訴人及被告。」因此，在刑事訴訟程序中，基於訴訟之構造始然，檢察官與被告是處於平等對立之地位，依《刑事訴訟法》第154條第1項所明示之無罪推定原則，被告不必自證無罪，因此檢察官應依法主動證明被告有罪。惟同法第2條第1項亦規定：「實施刑事訴訟程序之公務員，就該管案件，應於被告有利及不利之情形，一律注意。」故如審判過程中，檢察官發現對被告有利之情形，例如實際上犯罪者另有其人，該被告僅係冒名頂替者，在類似此種例外的情形下，檢察官即應注意前述對該被告有利之情形，撤回起訴或為無罪之論告、請求法院為無罪之宣告。是故檢察官與法官相同，同負有客觀義務，檢察官並非僅以追求被告有罪判決為唯一目標。
刑事訴訟法第228條第1項規定：「檢察官因告訴、告發、自首或其他情事知有犯罪嫌疑者，應即開始偵查。」因此一般刑案，原則上係由刑事警察初步蒐證、處理後，「移送」至各地檢署由檢察官繼續偵辦，若蒐證仍有不足，檢察官可指揮移送單位之警察補足，最後再由檢察官決定是否起訴；重大刑案，如貪污、金融犯罪、公司掏空等等，則可能由檢察官直接指揮檢察事務官、調查局調查官、法務部廉政署廉政官、司法警察官、司法警察、憲兵協助偵辦。
檢察官對於偵查中的案件，根據證據充分程度，可依職權做出以下五種處理方式：
1. 不起訴處分
2. 職權不起訴處分
3. 緩起訴
4. 聲請法院簡易判決
5. 起訴（公訴）

檢察總長為最高檢察署之首長，由經總統提名，經立法院同意任命之，任期4年，不得連任。
目前有關檢察官之職業規範主要載於《法官法》中，民間團體如民間司法改革基金會正計劃推動制訂《檢察官法》。
- Prosecutor-你所不知道的檢察官/高雄地檢署檢察官自費、自編、自演微電影 （页面存档备份，存于）

### 中华人民共和国

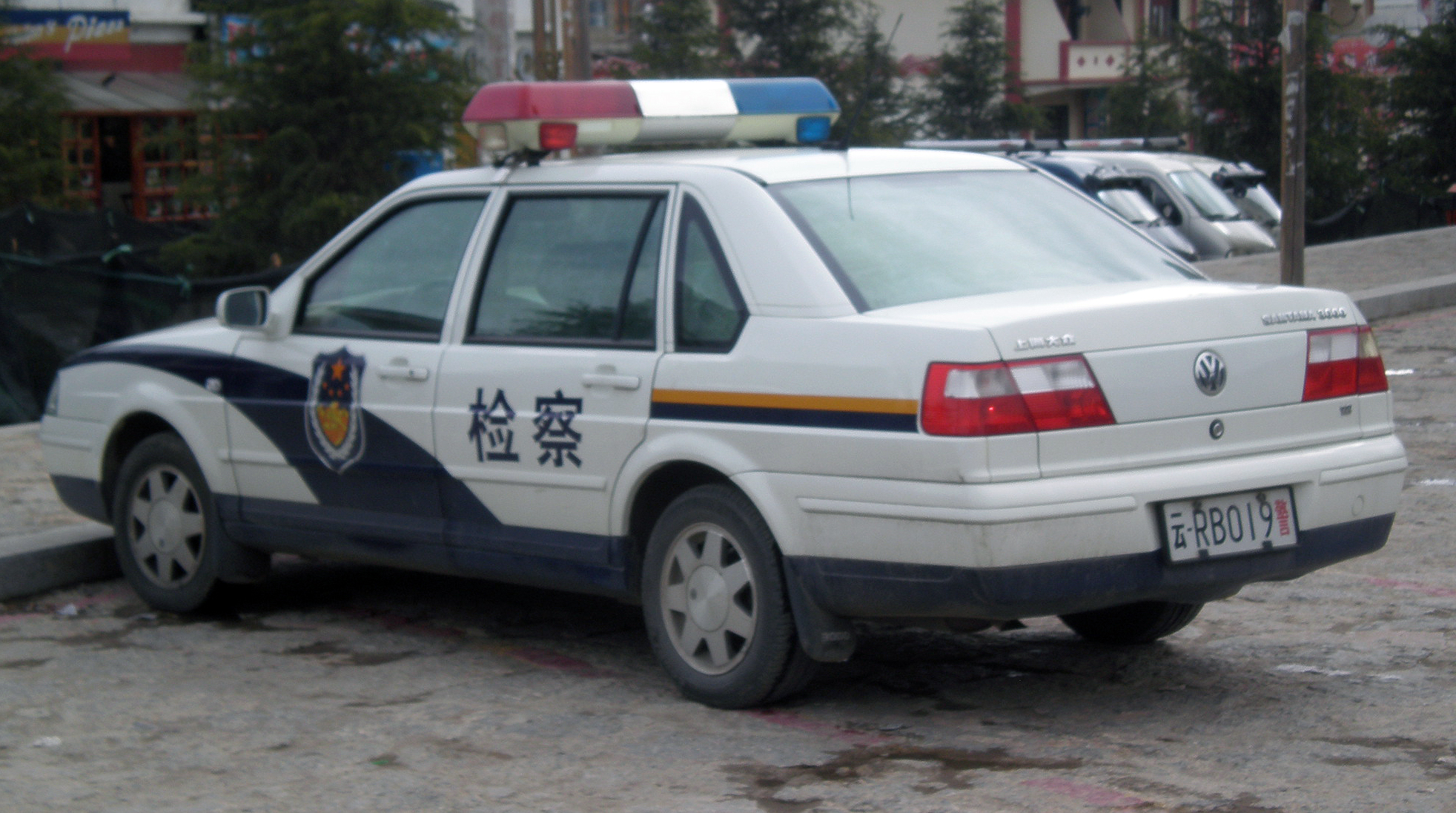
中華人民共和國檢察院法警警車

《中華人民共和國检察官法》第十条规定，担任检察官必须具备下列条件：具有中华人民共和国国籍、年满23岁、高等院校法律专业本科毕业或者高等院校非法律专业本科毕业、政治與品行可靠，检察官的级别分为四等十二级。權力有公诉權、自诉權、救济權、偵查權。初任法官、检察官和取得律师资格目前实行统一司法考试制度。
曾因犯罪受过刑事处罚和曾被开除公职者不得報考，另各地檢察院的检察官助理由該院检察长任免。军事检察院等专门人民检察院检察长、副检察长、检察委员会委员和检察员的任免办法，由全国人民代表大会常务委员会另行规定。检察官與检察官助理享受国家规定的检察津贴、地区津贴、其他津贴以及保险和福利待遇，每年評審年度考核结果分为优秀、称职、不称职三个等次。
中国检察官法第十八条另有親屬關係迴避规定，检察官之间有夫妻关系、直系血亲关系、三代以内旁系血亲以及近姻亲关系的，不得同时担任下列职务：
- 同一人民检察院的检察长、副检察长、检察委员会委员
- 同一人民检察院的检察长、副检察长和检察员、助理检察员
- 同一业务厅的检察员、助理检察员
- 上下相邻两级人民检察院的检察长、副检察长[7]

2015年起中國大陸地區開始導入人工智能化檢察辦案系統，以降低人為干預或疏失影響司法公正的機率，同時讓全國每一個檢察官畢生的每起案件都進入電腦紀錄，可供日後追責，該系統結合大數據和法規資料庫，再以人工智能感知技術引導，強制所有案件的卷證都必須在開庭前進入系統先由人工智能審查，自動比對筆錄和證據中有否矛盾和不足之處，反向迫使檢察與公安人員必須精準辦案。

#### 香港
根據香港特別行政區基本法第六十三條，律政司主管刑事檢察工作，不受任何干涉。在香港，檢控工作一般由律政司派出的代表負責，於法庭上稱為主控官。主控官不會執行案件的偵查工作，這些工作由執法部門如警務處或者廉政公署等負責，但執法部門於偵查工作其間遇上法律疑難時必須尋求律政司的意見及指示。
在香港，主控官不一定是律師。於香港最低級別的刑事法庭（即裁判法院，最高可判處罪犯3年監守性刑期），案件比較簡單直接，相關的檢控工作大部份由律政司轄下刑事檢控科的法庭檢控主任（Court Prosecutor, CP）負責。法庭檢控主任不是律師（雖然有少數已獲得律師資格），大學畢業生於畢業後可投考相關工作。受聘者將會出席一個長達9個月的刑事檢控課程，課程完成後合格者將被律政司委任為法庭檢控主任，於各裁判法院進行檢控工作。但是除了裁判法院外，法庭檢控主任並沒有於其他上級法院進行刑事檢控的資格，而香港的刑事法庭還包括區域法院（一般稱為地院或區院，最高可判處罪犯7年監守性刑期），高等法院原訟庭（最高可判處罪犯終生監禁），高等法院上訴庭與及終審法院。
於區域法院或以上的刑事法庭，絕大部份檢控工作皆是由律政司轄下刑事檢控科的檢控官（Public Prosecutor, PP） 負責。檢控官即檢察官，他們必須為香港或其他行使普通法國家中的律師或大律師，總數約有100多名。檢控官有權代表香港特別行政區出席任何級別的法院進行檢控工作，他們的職責除了出庭外，亦包括對各執法部門呈交的案件給予意見及指示，決定案件的證據是否足夠作出檢控，考慮公眾利益，及在作出檢控後決定案件由那一級別的法院審訊。此外，即使於裁判法院的案件，如涉及較複雜的法律難題或公眾利益，亦會由檢控官（而不是法庭檢控主任）負責檢控工作，以確保檢控質素。

#### 澳門
在澳門，檢控工作由澳門檢察院負責。

### 美国
美國的檢察機關分為聯邦檢察系統（United States Attorney）和地方檢察系統。
美國聯邦檢察系統的檢察官又稱「聯邦檢察官」（federal prosecutors），職責是在聯邦地區法院和聯邦上訴法院中代表美國政府，地方检察官由选举产生。
地方檢察系統以州檢察機關為主。由於美國各地的司法傳統不同，所以各州檢察官的稱謂也不統一，包括州檢察官(State Prosecutors)、地區檢察官(District Prosecutors)、縣檢察官(County Prosecutors) 、公訴律師(District Attorney)、縣公訴人、法務官、地區檢察長等。市檢察機關是獨立於州檢察系統的地方檢察機關，但並非所有城市都有自己的檢察機關。在沒有檢察機關的城市，全部檢察工作都屬於州檢察官的職權。

## 目的
據台湾刑事訴訟法學者林鈺雄的研究，創設檢察官的主要目的包括：
- 為了廢除糾問訴訟，改採控訴新制，賦予檢察官主導偵查程序及起訴的權力，而將糾問法官的權力加以削弱成為單純的審判官，以期透過訴訟上的分權，達到刑事審判程序的客觀與正確。但是在中国大陸的刑事诉讼法相关司法解释规定，遗弃伤病军人罪案件与虐待俘虏罪案件不经由军事检察院，而是直接由军事法院受理，这显然是又回到糾問訴訟的循例。
- 檢察官是受過嚴格的法律訓練、且受法律拘束的官署，控制警察活動的合法性，以避免法治國家成為警察國家的可能性。
- 檢察官是法律的守護人，除了訴追犯罪外，也同時保障人民權益；因此表現在檢察官的義務上是對被告有利、不利之事證應一併注意，檢察官可以為被告之利益或不利益進行上訴。德國刑事訴訟法學者Eberhard Schmidt-Aßmann曾說：檢察官乃國家法意志的代表人，而非政府的傳聲筒。即為檢察官所設立的目的。

## 任務
在不同法制之下，檢察官之任務也隨之不同，但其任務包括下述部分或全部职权：
- 审前阶段
  - 立案权
  - 立案监督权：大陆法系、苏联法系的特点
  - 侦查权。檢察官通常是偵查程序主導者，在經過偵查後，檢察官可以依法決定是否起訴 、緩起訴（部分法制）或是不起訴。因此，檢察官具有篩漏功能，是案件進入刑事審判程序的守門人。而由於偵查係居於刑事審判程序之源頭，偵查結果將影響審判之正確性，檢察官對此也有重大責任。
    - 按照侦查范围划分：
      - 对犯罪有侦查权或者指挥侦查权，如法国、德国等大陆法系
      - 对法律明确规定之案件具有直接侦查权，如中華人民共和国、俄罗斯、越南等，一般是公职人员的职务犯罪
      - 对特别重大案件具有直接侦查权，如美国对特别重大的贪污案、行贿受贿案、警察腐败、白领犯罪、政府高级官员犯罪等案件。

    - 按照侦查过程的划分
      - 对直接受理案件的自行侦查权：各国检察官基本都具有对职务犯罪的直接立案侦查权，并写入联合国《关于检察官作用的准则》第15条。
      - 检、警共同行使的侦查权
        - 检察机关主导型：大陆法系的特点。如日本的检察官在其辖区内对侦查行动具有一般指示权、一般指挥权、有必要时的具体指挥权、对不服从指挥的司法警察向公安委员会提出惩戒或罢免的追诉权。
        - 检警协作型：英美法系的特点，中華人民共和国也是实行检、警的“分工负责、互相配合、互相制约”原则。

      - 补充侦查权：侦查机关侦查终结移送检察官审查起诉后，各国检察官普遍具有补充侦查权。

  - 侦查强制措施权：对犯罪嫌疑人采取刑事强制措施，如逮捕、拘留，其决定权一般属于法官。中華人民共和国的检察机关有逮捕决定权，但没有拘留、逮捕执行权。联合国《公民权利和政治权利国际公约》第9条第3款规定，任何因刑事指控被逮捕或拘禁的人，应被迅速带见审判官或其他经法律授权行使司法权力的官员。
  - 侦查监督权 
    - 大陆法系的侦查机关权力较大，由法官负责对犯罪嫌疑人的人权保护的司法监督权
    - 英美法系强调对被告人权利的保护，由法官对侦查活动实施广泛的审查，实施搜查、扣押、逮捕、窃听等侦查行为时，必须取得法官的令状。
    - 中華人民共和国的侦查监督权，由检察院的侦查监督部门行使，包括对报送逮捕的审批、移交提起公诉的审查、派检察官直接介入侦查机关的重大案件侦查过程的现场监督、接受犯罪嫌疑人或其律师对侦查人员侵犯其诉讼权利和人身权利的行为提出的控告申诉。

  - 提起公訴。由於刑事訴訟多採取無訴即無裁判之控訴原則，因此倘無檢察官提起公訴則案件即無法開展，而有罪判決必然來自檢察官之起訴，經過兩層門檻更可確保判決的正確性與慎重。公诉权是检察官代表国家保障刑事法律正确实施的一种标志性手段。
- 庭审阶段
  - 出庭支持實行公訴。檢察官須在審判期日上到庭論告，並須提出訴狀及證據，透過辯論，促使法官相信被告確有足夠的犯罪嫌疑。在調查證據時，檢察官亦負有輔助法院發現真實的協力證明義務。中華人民共和国修订后的刑事诉讼法规定即使是简易程序的庭审，也必须派出检察官担任公诉员。
  - 量刑建议权：检察官在起诉书中明示量刑建议，使控辩双方可以就量刑进行法庭辩论，提高了量刑的透明性，也是对法官对量刑的自由裁判权的监督。
  - 审判监督权：大陆法系特点。英美法系的控辩双方地位平等，法官担任消极裁判，因此没有此项权力。
  - 協助、擔當自訴。檢察官之任務除了提起公訴及實行公訴外，在採行公訴、自訴雙軌制的法制之下，檢察官在自訴案件中亦可出庭陳述意見，或在自訴人喪失行為能力或死亡，又無人承受自訴時，可以擔當自訴人之地位。
  - 抗诉权或提起救濟。由於檢察官是控訴制度下的當事人之一，因此可以對於裁判提出救濟，對於違法或不當裁判可以抗告或上訴，對於已確定之裁判則可提出再審或非常上訴。
    - 第二审程序的抗诉，这是对第一审的未生效判决、裁定的抗诉。
    - 审判监督程序的抗诉，对已生效判决、裁定的抗诉。

  - 对民事、行政审判的监督权
- 审后阶段
  - 刑事裁判执行权、对刑事裁判执行的指挥权。檢察官通常也是指揮刑事裁判執行的機關。如法国、日本等。
  - 刑事裁决执行监督权，中華人民共和国、俄罗斯等实行检、执分离模式。检察机关对刑事裁决的执行具有监督权。
  - 检察机关对刑事裁决执行没有权限，如美、英、瑞典等。